# Дурман кохання
«Дурман кохання» (англ. Addicted to Love) — романтична комедія 1997 року з Мег Раян, Меттью Бродеріком, Келлі Престон і Чеки Каріо у головних ролях.

## Сюжет
Кохана астронома Сема вчителька Лінда їде на курси в Нью-Йорк на два місяці. В той день, коли жінка мала б повернутися, батько Лінди повідомляє, що вона закохалася в іншого. Сем їде в Нью-Йорк, поселяється у покинутому будинку навпроти та починає спостерігати за її життям з теперішнім коханцем Ентоном через камеру-обскуру. Одержимий Ліндою астроном робить розрахунки, графіки динаміки стосунків. Невдовзі до Сема приєднується Меггі — фотограф і мотоцикліст, яка хоче помститися колишньому бойфренду Ентону. Для Сема було достатньо чекати, коли Лінда повернеться до нього, а Меггі була налаштована діяти. Невдовзі вона знаходить підтримку й в астронома. Вони влаштовують напад мавпи вуличного театру та дітей з ароматизованою водою у водних пістолетах на Ентона, ховають трусики в дивані та залишають чеки за подарунки, щоб викликати ревнощі Лінди. Сем влаштовується посудомийником в ресторан Ентона. Меггі приносить тарганів в заклад, коли його відвідував відомий критик. Заклад закривають, через недовіру Лінда йде. Ентон намагається знайти підтримку в Сема. В певний момент Сем розуміє, що закоханий в Меггі, а Ентон не бачить своє життя без Лінди. Сем зізнається в коханні Меггі.

## У ролях
| Актор           | Роль           |
| --------------- | -------------- |
| Мег Раян        | Меггі          |
| Меттью Бродерік | Сем            |
| Келлі Престон   | Лінда          |
| Чеки Каріо      | Ентон          |
| Морін Степлтон  | Нана           |
| Ремак Рамзі     | професор Веллс |
| Лі Вілкоф       | Карл           |
| Домінік Данн    | Метісон        |

## Створення фільму

### Виробництво
Зйомки фільму проходили в Делавері, Пенсільванії та Нью-Йорку (США).

### Знімальна група
- Кінорежисер — Гріффін Данн
- Сценарист — Роберт Гордон
- Кінопродюсери — Джеффрі Сілвер, Роберт Ньюмеєр
- Композитор — Рейчел Портман
- Кінооператор — Ендрю Данн
- Кіномонтаж — Елізабет Клінг
- Художник-постановник — Робін Стендефер
- Артдиректор — Стівен Алеш
- Художник-декоратор — Алісса Вінтер
- Художник з костюмів — Рене Ерліх Калфус
- Підбір акторів — Кеті Сендріч Гелфонд, Аманда Макі[2]

## Сприйняття
Фільм отримав змішані відгуки. На сайті Rotten Tomatoes оцінка стрічки становить 55 % на основі 31 відгук від критиків (середня оцінка 5,6/10) і 50 % від глядачів із середньою оцінкою 2,8/5 (36 041 голос). Фільму зарахований «гнилий помідор» від кінокритиків та «розсипаний попкорн» від глядачів, Internet Movie Database — 6,1/10 (21 525 голосів), Metacritic — 49/100 (19 відгуків критиків) і 8,6/10 (19 відгуків від глядачів).